# Lugné-Poe
Lugné-Poe ou Aurélien-Marie Lugné (27 de dezembro de 1869 – 19 de junho de 1940), conhecido pelo seu pseudónimo de Lugné-Poe, foi um ator francês, diretor de teatro e cenógrafo. Fundou a famosa companhia de teatro de Paris, o Théâtre de l'Œuvre, que produziu trabalhos experimentais de escritores e pintores simbolistas franceses no final do século XIX. Tal como o seu contemporâneo e pioneiro do teatro André Antoine, Lugné-Poe estreou em França obras dos principais dramaturgos escandinavos Henrik Ibsen, August Strindberg e Bjørnstjerne Bjørnson.

## Obra
Théâtre des Bouffes-Parisiens
- 1893: Pelléas et Mélisande (Maurice Maeterlinck)
- 1898: La Victoire (Bouhélier)
- 1898: Solness le constructeur (Henrik Ibsen, traduzido por Prozor)
- 1899: Entretien d'un philosophie avec la maréchale de XXX (Diderot)
- 1899: Le Triomphe de la raison (Rolland)

Théâtre des Bouffes du Nord
- 1893: Rosmersholm (Henrik Ibsen, traduzido por Prozor)
- 1893: Un Ennemi du peuple (Henrik Ibsen, traduzido por Chennevière e Johansen)
- 1893: Ames solitaires (Gerhart Hauptmann, traduzido por Cohen)
- 1894: L'Araignée de cristal (Rachilde)
- 1894: Au-dessus des forces humaines (Björnstjerne-Björnson, traduzido por Prozor)
- 1894: Une Nuit d'avril à Céos (Trarieux)
- 1894: L'Image (Beaubourg)
- 1894: Solness le construsteur (Henrik Ibsen, traduzido por Prozor)

Nouveau-Théâtre
| - 1894: La Belle au bois dormant (Bataille and d'Humières) - 1894: La Vie muette (Beaubourg) - 1894: Père (August Strindberg, translated by Loiseau) - 1894: Un Ennemi du peuple (Henrik Ibsen, translated by Chennevière and Johansen) - 1895: Le Chariot de terre cuite (Barrucand) - 1895: La Scène (Lebey) - 1895: La Vérité dans levin ou les Désagréments de la galanterie (Collé) - 1895: Intérieur(Maurice Maeterlinck) - 1895: Brand (Henrik Ibsen, translated by Prozor) - 1896: La Fleur palan enlevée (Arène) - 1896: L'Errante (Quillard) - 1896: La Dernière croisade (Gray) - 1896: Hérakléa (Villeroy) - 1896: La Brebis (Sée) - 1896: Les Soutiens de la société (Henrik Ibsen, translated by Bertrand and Nevers) - 1896: Peer Gynt (Henrik Ibsen) - 1896: Le Tandem (Trézenick and Soulaine) | - 1897: La Motte de terre (Dumur) - 1897: Au delà des forces humaines (Björnstjerne-Björnson, translated by Monnier and Littmanson) - 1897: La Cloche engloutie (Gerhart Hauptmann, translated by Hérold) - 1897: Ton Sang (Bataille) - 1897: Le Fils de l'abbesse (Herdey) - 1897: La Comédie de l'amour (Henrik Ibsen, translated by Colleville and Zepelin) - 1897: Jean-Gabriel Borkman (Henrik Ibsen, translated by Prozor) - 1898: Le Revizor (Nikolai Gogol) - 1898: Rosmersholm (Henrik Ibsen, translated by Prozor) - 1898: Le Gage (Jourdain) - 1898: L'Échelle (Zype) - 1898: Le Balcon (Heiberg, translated by Prozor) - 1898: Aërt (Rolland) - 1898: Morituri ou les Loups (Rolland) - 1899: Fausta (Sonniès) - 1899: Le Joug (Mayrargue) - 1900: La Cloître (Verhaeren) - 1901: Le Roi candaule (André Gide)\ | - 1902: Monna Vanna (Maurice Maeterlinck) - 1902: Manfred (Lord Byron, adapted by Forthuny) - 1903: La Roussalka (Schuré) - 1903: Le Maître de Palmyre (Wilbrandt, translated by Renon, Bénon, and Zifferer) - 1903: L'Oasis (Jullien) - 1904: Philippe II (Verhaeren) - 1904: Polyphème (Samain) - 1904: Oedipe à Colone (Sophocles, adapted by Gastambide) - 1904: L'Ouvrier de la dernière heure (Guiraud) - 1904: Les Droits du coeur (Jullien) - 1904: Le Jaloux (Bibesco) - 1905: La Gioconda (D'Annunzio, translated by Hérelle) - 1905: La Fille de Jorio (D'Annunzio, translated by Hérelle) - 1905: Dionysos (Gasquet) - 1905: Dans les bas-fonds (Gorky, translated by Halperine-Kaminsky) - 1906: Le Réformateur (Rod) - 1906: Le Cloaque (Labry) |

Comédie-Parisienne
| - 1894: Frères (Bang, translated by Colleville and Zepelin) - 1894: La Gardienne (Régnier) - 1894: Les Créanciers (August Strindberg, translated by Loiseau) - 1895: Venise sauvée (Otway, translated by Pène) | - 1895: L'Anneau de Çakuntala (Kalidasa, adapted by Hérold) - 1896: Une Mère (Ameen, translated by Prozor) - 1896: Brocéliande (Lorrain) - 1896: Les Flaireurs (Lerberghe) | - 1896: Des mots! des mots! (Quinel and Dubreuil) - 1896: Raphaël (Coolus) - 1896: Salomé (Oscar Wilde) - 1896: La Lépreuse (Henry Bataille) |

Théâtre du Ménus-Plaisirs
- 1895: L'École de l'idéal (Vérola)
- 1895: Le Petit Eyolf ( Henrik Ibsen, traduzido por Prozor)
- 1895: Le Volant ( Paul Claudel )

Salle de Trianon, Paris
- 1906: Madame la marquise (Sutro)
- 1906: Le Troisième Couvert (Savoir)
- 1906: Leurs Soucis (Bahr)

Théâtre Marigny
| - 1904: La Prophétie (Toussaint) - 1906: Pan (Lerberghe) - 1906: L'Héritier naturel (Keim) - 1907: L'Amie des sages (Allou) | - 1907: Petit Jean (Buysieulx and Max) - 1908: Hypatie (Barlatier) - 1908: Acquitté (Antona-Traversi, translated by Lécuyer) - 1908: Les Vieux (Rameil and Saisset) | - 1908: La Madone (Spaak) - 1909: Le Roi bombance (Marinetti) - 1909: Nonotte et Patouillet (du Bois) |

Théâtre Grévin
- 1907: Une Aventure de Frédérick Lemaître (Basset)
- 1907: Placide (Séverin-Malfayde e Dolley)
- 1907: Zénaïde ou les caprices du destin (Delorme e Gally)

Théâtre Fémina
| - 1907: La Tragédie florentine (Oscar Wilde) - 1907: Philista (Battanchon) - 1907: Le Droit au bonheur (Lemonnier and Soulaine) - 1907: Un Rien (Valloton) - 1907: Le Baptême (Savoir and Nozière) - 1907: Mendès est dans la salle (Marchès and Vautel) - 1908: La Loi (Jourda) - 1908: Vae Victis (Duterme) | - 1908: Les Amours d'Ovide (Mouézy-Eon, Auzanet, and Faral) - 1908: Au Temps des fées (Blanchard) - 1908: Elektra (Hofmannsthal, adapted by Strozzi and Epstein) - 1908: Le Jeu de la morale et du hasard (Bernard) - 1908: La Dame qui n'est plus aux camélias (Faramond) - 1909: Perce-Neige et les sept gnomes (Dortzal, Adapted from Snow White by the Brothers Grimm) | - 1909: La Chaîne (Level and Monnier) - 1910: La Sonate à Kreutzer (Savoir and Nozière, adapted from Tolstoy) - 1910: Le Mauvais Grain (Faramond) - 1910: Le Poupard (Bouvelet) - 1911: Malazarte (Aranha) |

Théâtre Antoine
| - 1911: Sur le seuil (Battanchon) - 1911: Un Médecin de campagne (Bordeaux and Denarié) - 1911: Les Oiseaux (Nozière) - 1912: Anne ma soeur (Auzanet) | - 1912: La Charité s.v.p. (Speth) - 1912: Futile (Bernouard) - 1912: Le Visionnaire (Renaud) - 1912: Ce Bougre d'original (Soulages) | - 1912: Le Candidat Machefer (Hellem and D'Estoc) - 1912: Ariane blessée (Allou) - 1912: Les Derniers Masques (Schnitzler, translated by Rémon and Valentin) - 1914: La Danse des fous (Birinski, adapted by Rémon) |

Théâtre du Palais-Royal
- 1912: La Dernière Heure (Frappa)
- 1912: Grégoire (Falk)
- 1912: Morituri (Prozor)

Théâtre Malakoff, Paris
- 1912: L'Annonce faite à Marie (Paul Claudel)
- 1913: La Brebis égarée (Jammes)
- 1914: L'Otage (Paul Claudel)

Théâtre de l'Œuvre, Cité Monthiers
| - 1894: Annabella (translated by Maurice Maeterlinck from 'Tis Pity She's a Whore by John Ford.) - 1895: Les Pieds nickelés (Bernard) - 1896: Ubu roi ou les Polonais (Alfred Jarry) - 1897: Le Fardeau de la liberté (Bernard) - 1910: L'Amour de Kesa (Humières) - 1920: La Couronne de carton (Sarment) - 1920: Le Cocu magnifique (Crommelynck) - 1921: Les Scrupules de Sganarelle (Régnier) - 1921: Sophie Arnoux (Nigoud) - 1921: Le Pêcheur d'ombres (Sarment) - 1921: La Danse de mort (August Strindberg, translated by Rémon) - 1921: Comité secret (Lourié) - 1921: Madonna Fiamma (Ségur) - 1922: L'Age heureux (Jacques Natanson) - 1922: Dardamelle (Mazaud) - 1922: Le Dilemme du docteur (George Bernard Shaw) - 1922: La Dette de Schmil (Orna) - 1922: Le Visage sans voile (Allou) - 1922: Le Retour d'Ivering (Holt) - 1922: Le Lasso (Batty-Weber) - 1922: L'Enfant truqué (Natanson) - 1923: La Dame allègre (Puig and Ferreter, translated by Pierat) - 1923: La Messe est dite (Achard) - 1923: Le Cadi et le cocu (Mille and Loria) - 1923: Est-ce possible? (Birabeau) | - 1923: Passions de fantoches (San Secondo, translated by Mortier) - 1923: On finit souvent par où on devrait commencer (Turpin) - 1923: La Maison avant tout (Hamp) - 1923: Berniquel (Maurice Maeterlinck) - 1923: L'Autre Messie (Soumagne) - 1924: Le Feu à l'Opéra (Kaiser, translated by Goll) - 1924: Irène exigeante (Beaunier) - 1924: Le Mort à cheval (Ghéon) - 1924: La Farce des encore (Thuysbaert and Ghéon) - 1924: L'Amour est un Étrange maître (Worms-Barretta) - 1924: Philippe le zélé (Trintzius and Valentin) - 1924: L'Égoïste (Orna) - 1924: La Profession de Madame Warren (George Bernard Shaw) - 1924: La Maison ouverte (Passeur) - 1925: Le Génie camouglé (Fabri) - 1925: La Femme de feu (Schoenherr, translated by Lindauer) - 1925: La Traversée de Paris à la nage (Passeur) - 1925: Une Demande en mariage (Anton Chekhov) - 1925: Je Rectifie les visages (Trintzius and Valentin) - 1925: La Fleur sous les yeux (Martini, translated by Ponzone) - 1925: Tour à terre (Salacrou) - 1926: Les Danseurs de gigue (Soumagne) - 1926: Ariel (Marx) - 1926: Poisson d'avril ou les griffes du destin (adapted from Colpartage, translated by Lindauer) - 1926: La Jeune Fille de la popote (Passeur) | - 1926: L'Ancre noire (Brasseur) - 1926: Ville moderne (Modave) - 1927: L'Avons-nous tuée? (Datz) - 1927: Le Déraillement du T.P. 33 (Hamp) - 1927: Le Bourgeois romanesque (Blanchon) - 1927: Un Homme en or (Ferdinand) - 1927: Les Deux Amis (Savoir) - 1927: Le Conditionnel passé (Bruyez) - 1927: Un Homme seul (Sauvage) - 1927: Une Bourgeoise (Francen) - 1927: Télescopage (Demont) - 1927: L'Ile lointaine (Ginisty) - 1928: Madame Marie (Soumagne) - 1928: La Halte sur la grand route (Jabès) - 1928: La Foire aux sentiments (Ferdinand) - 1928: Hommes du monde (Brasseur) - 1928: Tu Pourrais ne pas m'aimer (Brasseur) - 1928: Les Trois Langages (Charmel) - 1928: Celui qui voulait jouer avec la vie (François) - 1928: Le Cercle (Maugham, adapted by Carbuccia) - 1929: Jules, Juliette et Julien (Bernard) |

Outros teatros de Paris
- 1895: Carmosine (Musset), Ministère du Commerce
- 1896: Le Grand Galeoto (Echegaray), casa de Ruth Rattazzi
- 1898: Mesure pour mesure ( William Shakespeare ), Cirque d'été
- 1899: Noblesse de la terre (Faramond), Théâtre de la Renaissance
- 1899: Un Ennemi du peuple ( Henrik Ibsen, traduzido por Chennevière e Johansen), Théâtre de la Renaissance
- 1900: Monsieur Bonnet (Faramond), Théâtre du Gymnase
- 1911: Le Philanthrope ou la Maison des amours (Bouvelet), Théâtre Réjane
- 1913: Le Baladin du monde occidental (Synge, traduzido por Bourgeois), Salle Berlioz